# كميل غيران
كميل غيران (بالفرنسية: Camille Guérin)‏ (من مواليد 22 ديسمبر 1872 - 9 يونيو 1961) كان طبيب بيطري وعالم جراثيم وعالم مناعة فرنسي طور رفقة ألبرت كالميت عصية كالميت غيران (بالفرنسية: BCG)‏ وهو لقاح للتحصين ضد مرض السل.